# Reedley (Californië)
Reedley is een plaats in Fresno County in Californië in de VS.

## Geografie
Reedley bevindt zich op 36°35′49″Noord, 119°26′55″West. De totale oppervlakte bedraagt 11,6 km² (4,5 mijl²) waarvan slechts 1,56% water is.

## Demografie
Volgens de census van 2000 bedroeg de bevolkingsdichtheid 1813,1/km² (4700,1/mijl²) en bedroeg het totale bevolkingsaantal 20.756 als volgt onderverdeeld naar etniciteit:
- 51,76% blanken
- 0,43% zwarten of Afrikaanse Amerikanen
- 1,21% inheemse Amerikanen
- 4,37% Aziaten
- 0,07% mensen afkomstig van eilanden in de Grote Oceaan
- 37,72% andere
- 4,44% twee of meer rassen
- 67,59% Spaans of Latino

Er waren 5761 gezinnen en 4643 families in Reedley. De gemiddelde gezinsgrootte bedroeg 3,53.

## Plaatsen in de nabije omgeving
De onderstaande figuur toont nabijgelegen plaatsen in een straal van 16 km rond Reedley.